# 大島エレジー
大島エレジー（おおしまエレジー）はタナカアツシが作詞・作曲した楽曲である。

## 概要
奄美大島が沖縄県の一部だと勘違いされることが多いことに着目して、その違いを明確に歌詞にまとめた、奄美群島応援ソング。
作者のタナカアツシは、喜界島出身の祖父を持つ、喜界三世。
とあるイベントに出演した際、他の出演者が歌う昭和ムード歌謡を耳にしたタナカアツシが、自らの楽曲にその手の曲がないので一曲だけ作ってみようと思った事がきっかけで作られた。
その日の帰路すでに「沖縄じゃないの」という冒頭のフレーズは頭に浮かんだ、いや降りてきたという。
東京のライブで初披露した際、奄美出身者や奄美ファンがほとんどを占める観客に大ウケ、続けて二度演奏した。
関西で初披露した際は東京以上に受け、続けて３度演奏した。
インディーズのCDが評判となってユニバーサルミュージックの目に留まり、2018年にユニバーサル・ミュージック・ジャパンからCDが発売された。

## でもでもダンサーズ
公式PV同様、タナカアツシのライブでは「でもでもダンサーズ」と呼ばれる男女数人で構成されるバックダンサーが存在し、この曲だけステージに登場することがある。
白いシャツ(基本は長袖)に黒いパンツ。サスペンダーと蝶ネクタイをつける。
この蝶ネクタイは、当初、パーティグッズにあるような大きく目立つものが多かったが、ダンサーズのメンバーの一人、森越清美姉ぇ(島っちゅ)が、主だったメンバーに大島紬の布地を用いた蝶ネクタイを制作して配り、以降、主要メンバーは、この特製大島紬蝶ネクタイを着用している。
振り付けは、歌詞の「でもでも」に合わせて、人差し指を前に出し、横に振るポーズなどは当初から決まっていたが、それ以外はステージごと(出演者によって)異なっていた。2018年のメジャーデビュー後のPV撮影で、前奏、間奏を含めた振り付けが、その時の出演者らによって固められた。
しかし、これらの振り付けは厳格なものではなく、各地のライブ会場では、地元の「でもでもダンサーズ」が自由に参加して、見様見真似で踊ることも多い。
2017年、インディーズ版のレコ発ライブが奄美市のライブハウスASiViで行われた際、でもでもダンサーズに唄者の朝崎郁恵氏がサプライズ出演し、会場の観客だけでなくスタッフをもどよめかせた。

## ＭＶ撮影について
大島エレジーのＭＶの撮影は、２０１８年５月１８日（日）に行われた。
撮影場所として使われたのは、川崎・元住吉にある「Powers2 元住吉店」という2007年にオープンした西洋各国料理のダイニングバー。
発売元のユニバーサルミュージックの担当者や、テレビ番組を手掛けるディレクターなどが集結。
その反面、低予算を全面的に押し出してiphoneだけで撮影するという手法が採用された。
完成したＭＶは、１番と２番に分けられてYouTubeで公開されるとともに、本人出演のカラオケとしても使用されている。